# Salvia carranzae
Salvia carranzae es una planta endémica de México que habita entre los estados de Querétaro y San Luis Potosí. Pertenece al género Salvia y a la familia de las lamiáceas.

## Descripción
Planta herbácea perenne de hasta 150 cm de largo. Tallo ascendente al principio y después inclinado, cuadrangular, verde, a veces teñido de rojo, escasamente puberulento, con tricomas cortos esparcidos, mezclados con tricomas glandulares; la pubescencia más densa en las caras acanaladas con tricomas retrorsos. Peciolo de hasta 20 mm de largo, articulado en la base, púrpura, pubescente, con tricomas esparcidos o antrorsos y tricomas glandulares, además de glándulas puntiformes amarillas o anaranjadas. Lámina foliar deltada-ovada, de 4–11 × 2.5–6 cm, ápice agudo-acuminado a largo-acuminado, base truncada, cortamente cuneada, a veces oblicua, margen irregularmente dentado; haz escasamente pubescente con tricomas cortos y adpresos; envés a veces teñido de púrpura, muy escasamente puberulento, con pubescencia más densa en las venas principales, y numerosas glándulas puntiformes amarillas o anaranjadas (que se oscurecen con la edad) distribuidas en la superficie. Inflorescencia supina, racimo terminal laxo, raramente paniculado, de 7.5–16(–23) cm de largo, con 4–9 verticilastros; nudos separados por 14–35 mm; cada verticilastro con 2–6(–10) flores; [raquis]] pubescente con tricomas glandulares y simples patentes. Brácteas rojas, caducas, ovadas, de 6–18 × 3.6–8 mm, ápice agudo-acuminado, ligeramente pubescentes con tricomas patentes principalmente en los nervios y el margen. Cáliz rojo, de 11–15 × 7–8(–11) mm, pubescente en el exterior con tricomas glandulares simples, glándulas puntiformes amarillas dispersas en la superficie; interior estrigoso; labios del cáliz de 2–5 mm de largo; labio superior ovado, con 7 venas; labio inferior con dos lóbulos agudos muy cercanos. Corola roja, vilosa principalmente en el labio superior, con tricomas simples y glándulas puntiformes amarillas; tubo infundibular, de 22–27 × 7–11 mm, estriado, ventricoso, internamente epapilado; labios subiguales; labio superior galeado, de 17–23 mm de largo; labio inferior extendido, casi perpendicular al superior, estrecho (5–7 mm de ancho), con tres lóbulos muy cortos en el ápice (el lóbulo medio entero más grande que los dos laterales). Estambres insertos cerca de la garganta de la corola, cubiertos por la gálea; filamentos de 4–6 mm de largo; conectivos de 21–25 mm de largo, con un diente corto y agudo justo después de la inserción con el filamento (en la porción ventral); anteras de 2–4 mm de largo; presentes 2 estaminodios lineales de ± 2 mm de largo. Estilo blanco, de 43–60 mm de largo, glabro, exerto unos 7 mm durante la dehiscencia y notablemente exerto después de la polinización; rama superior claramente más corta que la inferior, ambas rojas. Mericarpos elipsoidales, triquetros, de 2.3–2.5 × 1.5 mm, variegados, amarillos con puntos marrón.

## Distribución y hábitat
Crece en rocas calizas verticales dentro del bosque mesófilo de montaña, a una elevación de 1800–2200 m sobre el nivel del mar entre la frontera entre los estados de Querétaro y San Luis Potosí, en los municipios de Landa (al noreste de Querétaro) y Xilitla (sureste de San Luis Potosí). Se considera una especie rara, conocida únicamente en tres localidades cercanas entre sí. Florece y fructifica de mayo a octubre.

## Taxonomía
Pertenece al género Salvia, el epíteto carranzae es por el botánico Mexicano Eleazar Carranza González, un colector importante de la flora del Bajío e investigador en el Instituto de Ecología.
El nombre completo registrado ante el Índice Internacional de Nombres de las Plantas (IPNI) es:
Salvia carranzae Zamudio & Bedolla, Phytotaxa 217(1): 36 (2015).